# William Smith (hokej na travi)
William Faulder Smith (14. studenog 1886. — 3. ožujka 1937.) bio je engleski hokejaš na travi iz Carlislea.
Osvojio je zlatno odličje na hokejaškom turniru na Olimpijskim igrama 1920. u Antwerpenu (Anversu) igrajući za Ujedinjeno Kraljevstvo. 

## Vanjske poveznice
- Profil na Database Olympics
- Profil na Sports Reference.com  Arhivirana inačica izvorne stranice od 18. travnja 2020. (Wayback Machine)